# Gernot Jurtin
Gernot Jurtin (9 de outubro de 1955 - 5 de dezembro de 2006) foi um futebolista austríaco. Ele competiu na Copa do Mundo FIFA de 1982, sediada na Espanha, na qual a seleção de seu país terminou na oitava colocação dentre os 24 participantes.